# Cadre-47/2-Europameisterschaft 1981

Logo CEB (ausrichtender Verband)

Veranstaltungsort: Lyon

Die Cadre-47/2-Europameisterschaft 1981 war das 42. Turnier in dieser Disziplin des Karambolagebillards und fand vom 11. bis zum 14. Dezember 1980 in Lyon  statt. Die Europameisterschaft zählte zur Saison 1980/81. Es war die zehnte Cadre-47/2-Europameisterschaft in Frankreich.

## Geschichte
Zehn Jahre nach seinem ersten Europameistertitel in der Freien Partie im italienischen Saint-Vincent gewann Klaus Hose endlich seinen zweiten Titel. Er glänzte zwar nicht im Turnier, war aber sehr kämpferisch und gewann einige Partien nach teilweise großem Rückstand. So auch in der Finalpartie gegen Willy Wesenbeck. Nach holprigem Start lag er 193:253 Punkten im Rückstand. Dann aber beendete er die Partie mit einer schwierigen Serie mit 207 Punkten. Den Titelverteidiger Francis Connesson, der den Titel dreimal in Folge gewann, schlug Hose in der fünften Runde mit 400:340 in sieben Aufnahmen.   

## Turniermodus
Hier wurde im Round Robin System bis 400 Punkte gespielt. Es wurde mit Nachstoß gespielt. Damit waren Unentschieden möglich.
Bei MP-Gleichstand wird in folgender Reihenfolge gewertet:
1. MP = Matchpunkte
2. GD = Generaldurchschnitt
3. HS = Höchstserie

## Abschlusstabelle

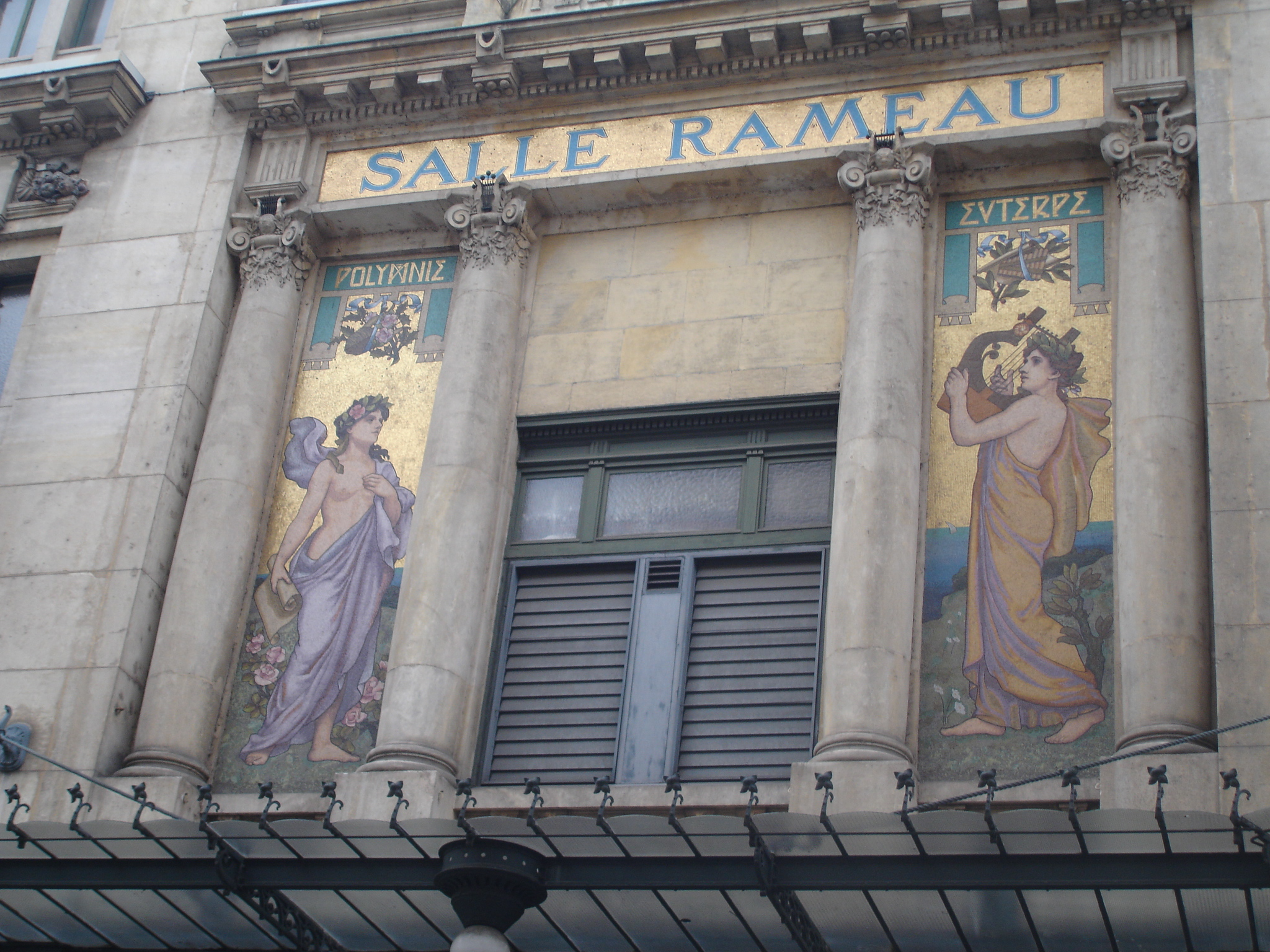
Fassade Salle Rameau

| MP    | Match Points (Sieger = 2; Unentschieden = 1; Verlierer = 0) |
| Pkte. | Erzielte Karambolagen                                       |
| Aufn. | Benötigte Versuche                                          |
| GD    | Generaldurchschnitt                                         |
| BED   | Bester Einzeldurchschnitt eines Spielers                    |
| HS    | Höchstserie                                                 |
|       | Bester GD des Turniers                                      |
|       | Bester ED des Turniers                                      |
|       | Beste HS des Turniers                                       |
|       | 1. Platz (Gold)                                             |
|       | 2. Platz (Silber)                                           |
|       | 3. Platz (Bronze)                                           |

| Platz                      | Name              | MP   | Pkte. | Aufn. | GD    | BED    | HS  |
| -------------------------- | ----------------- | ---- | ----- | ----- | ----- | ------ | --- |
| 1                          | Klaus Hose        | 14:0 | 2800  | 64    | 43,75 | 133,33 | 371 |
| 2                          | Francis Connesson | 10:4 | 2713  | 44    | 61,65 | 133,33 | 337 |
| 3                          | Willy Wesenbeek   | 10:4 | 2478  | 55    | 45,05 | 133,33 | 313 |
| 4                          | Jean Arnaud       | 8:6  | 2255  | 78    | 28,91 | 40,00  | 307 |
| 5                          | Piet Vet          | 4:10 | 2385  | 53    | 45,00 | 66,66  | 227 |
| 6                          | Paul Couespel     | 4:10 | 1760  | 46    | 38,26 | 66,66  | 358 |
| 7                          | Kurt Mastny       | 4:10 | 1419  | 58    | 24,46 | 50,00  | 166 |
| 8                          | José Gálvez       | 2:12 | 2014  | 80    | 25,17 | 30,76  | 255 |
| Turnierdurchschnitt: 37,28 |                   |      |       |       |       |        |     |